# Håkanstaleden
Håkanstaleden är en allmän färjeled mellan Håkansta i Åre kommun och Norderön, Östersunds kommun. Tillsammans med Isöleden och bron mellan Isön och fastlandet utgör Håkanstaleden en genväg över Storsjön i Jämtland. Leden drivs av Trafikverket och är avgiftsfri. Färjan Skidbladner tar 21 personbilar och 148 passagerare och reservfärjan M/S Hymer tar 75 personbilar och 175 passagerare
Vintertid, då isen lagt sig, dras färjeförbindelsen in, och en isväg dras mellan de två färjelägena. Under vissa perioder när det är för mycket is för färjan och för lite för isväg är sträckan helt avstängd för biltrafik.